# Alphonse Tchami
Alphonse Marie Tchami Djomaha eller blot Tchami født den 14. februar 1971 i Bafang, Cameroun. 

## Karriere
Han indledte sin fodboldkarriere som teenager hos Unisport de Bafang. Klubben var langt fra den største i Cameroun, og det stod hurtigt klart, at Tchami måtte videre.
I marts 1992 var han og vennen Chenda i Frankrig for at prøve at få en kontrakt i Europa. De fik arrangeret en prøvetræning hos VB, som var på træningsophold i landet, og han overbeviste så meget, at de begge fik kontrakt. I de kommende tre måneder spillede han 15 kampe og scorede otte mål for vejlenserne, men han kunne ikke forhindre at de rykkede ned.
Efter nedrykningen røg Alphonse Tchami sammen med Torben Sangild og Brian Steen Nielsen til OB, mens Chenda forsvandt fra dansk fodboldhistorie. I OB var han en ubetinget succes med sin uortodokse spillestil og mange mål.
I sin sidste sæson i OB lavede han sine hidtil bedste resultater i UEFA Cuppen, da de i tredje runde sendte Real Madrid ud af turneringen med en samlet 4-3 sejr. Alphonse Tchami var med, og blev blandt andet på baggrund af nogle gode præstationer i disse kampe solgt til den argentinske storklub Boca Juniors, i en handel som var god for alle parter.
Skiftet til Argentina blev samtidig startskuddet til en tilværelse som fodboldnomade. To år efter skiftede han nemlig til Hertha Berlin, som netop var rykket tilbage i Bundesligaen.
Opholdet i Tyskland var dog ingen overvældende succes og efter to sæsoner, 29 bundesligakampe og tre mål, skiftede Tchami til Al-Vasl i Dubai. Herfra begyndte det at gå rigtig stærkt. Et halvt år senere skiftede han nemlig igen, og i de følgende to år spillede han for Dundee United i Skotland, Nice i Frankrig og Chernomorets i Rusland inden han i 2002 skrev kontrakt med den kinesiske klub Shenyang Ginde FC, hvor han to år senere afsluttede sin karriere i en alder af 33.
Alphonse Tchami nåede at spille i ti klubber i ni lande på fire forskellige kontinenter. Han spillede desuden 34 landskampe for Cameroun, herunder fire ved VM-slutrunderne i 1994 og 1998.
Alphonse Tchamis brødre Bertrand og Joël har i øvrigt begge spillet i dansk fodbold. Bertrand i OB og Joël hos AC Horsens.